# Таккинарди, Никола
Никколо Костантино Феделе Таккинарди (итал. Nicola Tacchinardi; 3 сентября 1772, Ливорно — 14 марта 1859, Флоренция) — итальянский певец-тенор, виолончелист, музыкальный педагог.

## Биография
Родился в семье владельца и учителя школы фехтования.
Отец композитора Гвидо Таккинарди (1840—1917) и певицы Фанни Таккинарди (1812—1867).
Свою карьеру начал как виолончелист в Театре делла Пергола во Флоренции, затем перешёл к карьере вокалиста, дебютировав как тенор в Ливорно в 1804 году. В 1805 году впервые спел в Ла Скала в Милане.
Пел на сценах Италии, в Париже, Вене, Барселоне. С 1811 по 1814 год успешно выступал в Итальянском театре комедии в Париже. Вернувшись в Италию, отличился в операх Россини, таких как «Отелло». Был одарён превосходной техникой, особенно «фразировкой, владением дыханием и ловкостью».
В 1831 году оставил сцену и посвятил себя педагогической деятельности. Среди его учеников были его дочь, певица Фанни Таккинарди, и Эрминия Фреццолини.
Написал много упражнений для голоса и брошюру «Dell Opera in musica sul teatro italiano e de’ suoi difetti».
Трижды был женат.